# De Roma
De Roma, původně Kinema Roma, je budova ve čtvrti Borgerhout v belgických Antverpách. Postavena byla v roce 1927 podle návrhu místního architekta Alphonse Pauwelse ve stylu art deco. Původně sloužila jako kino, v té době s 2000 sedadly největší v Antverpách, přičemž v horních patrech byly byty. V roce 1958 došlo k úpravě průčelí podle návrhu architekta Rie Haana. V 70. letech budova sloužila převážně pro koncerty, již v roce 1982 však došlo k jejímu uzavření. V roce 2002 byla výhlášena chráněnou památkou. Po renovaci byla opět otevřena v roce 2003. K další renovaci došlo v roce 2015. Vystupovali zde například John Cale, Einstürzende Neubauten, Peter Gabriel, Kris Kristofferson a Lou Reed.